# Țările Coroanei boeme

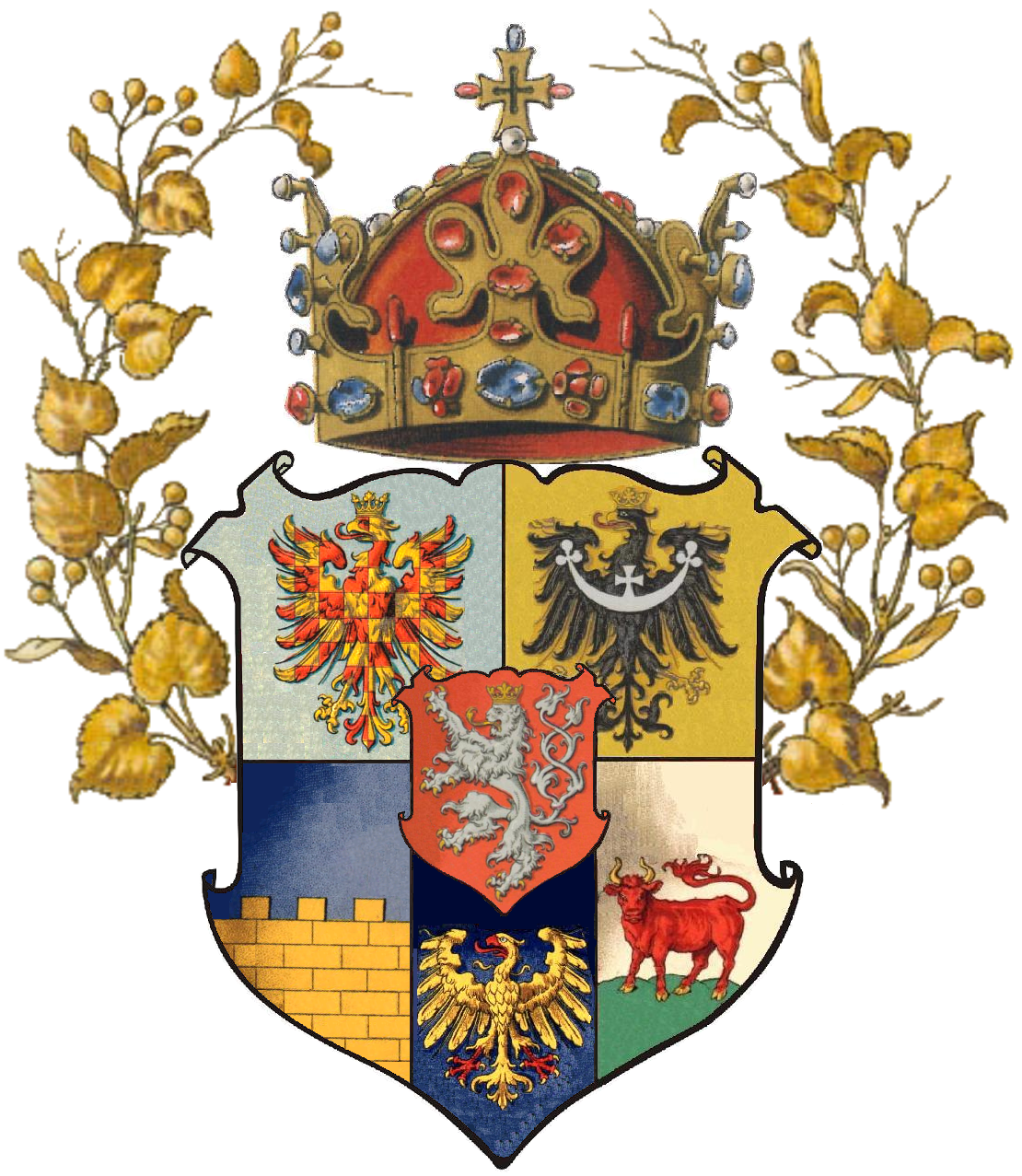
Țările Coroanei boeme: vulturul în tablă de șah al Moraviei pe scutul albastru, vulturul negru al Sileziei pe auriu, zidul auriu crenelat a regiunii Oberlausitz pe albastru, vulturul auriu al Sileziei de Sus pe albastru, boul roșu al regiunii Niederlausitz în scutul argintiu pe pământ verd, în scutul din mijloc leul boem argintiu pe roșu, deasupra scutului este așezată Coroana sfântului Venceslau; înconjurat de ramuri de tei

Țările Coroanei boeme (spus și Coroana Boemiei sau Coroana boemă; cehă : Česká koruna, země Koruny české; latină : Corona Bohemiae, Corona Regni Bohemiae) desemnează totalitatea țărilor legate de Regatul Boemiei prin monarhie comună și prin relații feudale. Prin Coroana boemă nu se înțelege aici coroana materială a sfântului Venceslau, pe care regele și-o punea pe cap, ci puterea regală care, împreună cu stările, au constituit Boemia. Termenul a fost folosit din 1526, când țările au intrat în componența monarhiei habsburgice, până în 1918.

## Istorie

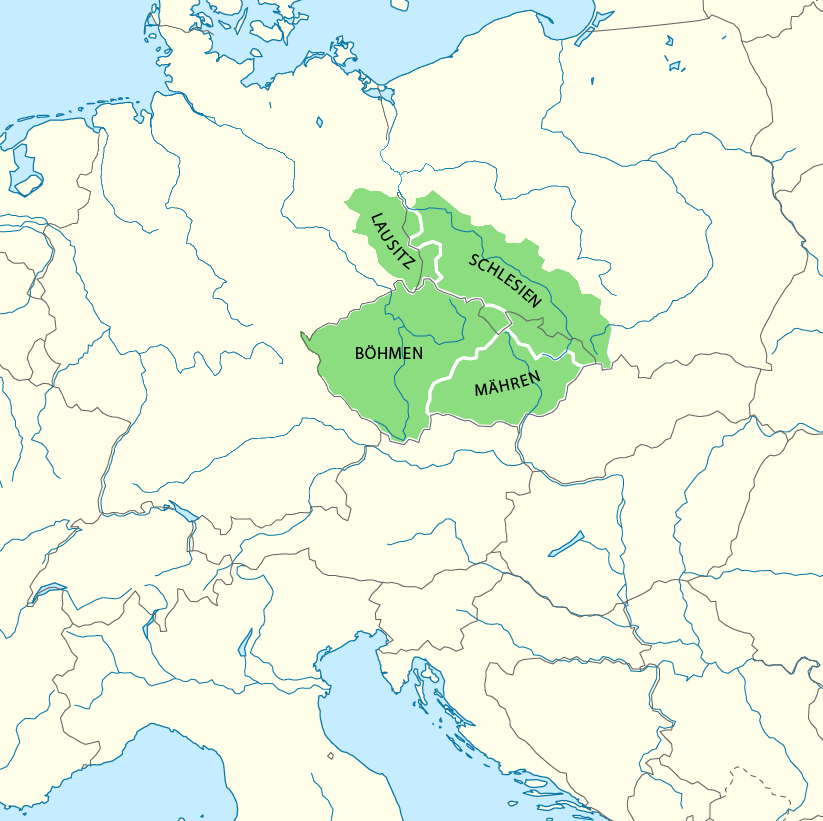
Țările Coroanei boeme sub Carol al IV-lea

## Teritorii
| Țară                         | Capitală                   | Etnie                  | Religie                                                       | Observații | Stemă     |
| ---------------------------- | -------------------------- | ---------------------- | ------------------------------------------------------------- | --- | --------- |
| Regatul Boemiei              | Praga                      | Boemi (cehi), germani  | romano-catolici, husiți și anabaptiști (sec. 15-16), luterani | în 895 sub ducatul Přemyslovci, în 1085 regat, din sec. 14 principat al Sfântului Imperiu Roman, din 1526 parte a moștenirii habsburgice, în 1918 desființat | zentriert |
| Margraviatul Moraviei        | Brno, mai demult și Olmütz | Moravi (cehi), germani | romano-catolici, husiți și anabaptiști (sec. 15-16), luterani | apărut în 907 ca Moravia Mare, din 1031 vasal al Boemiei | zentriert |
| Ducatul Sileziei             | Wrocław, apoi Opava        | Germani, silezani      | romano-catolici, luterani                                     | Ducat polonez în 1138, decăzut în 1249 și împărțit în mai multe ducate mai mici, care până în 1348 au aparținut Boemiei; după primul război al Sileziei în 1742 și mai apoi în 1763, cea mai mare parte a Sileziei reîmpățite a revenit Prusiei, restul a devenit Silezia austriacă (Silezia de Sus și Silezia de Jos)  | zentriert |
| Comitatul Glatz              | Glatz                      | Germani, cehi          | romano-catolici, luterani                                     | după Pacea de la Glatz din 1137, a rămas în cadrul Boemiei sub numele de Districtul Glatz, iar în reorganizarea administrativă din 1348 a regelui Carol al IV-lea, a fost integrat direct Coroana Boemiei; comitat în 1459, rămâne în continuare fără repezentare în Dieta boemă; în 1742/1763 intră în Regatul Prusiei | zentriert |
| Margraviatul Luzației de Jos | Lübben                     | Germani, sorabi        | luterani                                                      | Margraviatul Lausitz din sec. 10, în 1367 integrat Boemiei, în 1635 cedat Principatului Saxoniei | zentriert |
| Margraviatul Luzației de Sus | Bautzen                    | Germani, sorabi        | luterani, romano-catolici                                     | din sec. 12 mai întâi, Boemiei, sub numele de Land Budissin / Budyšín; în 1329 din nou aparține Boemiei, din sec. 15 numit Oberlausitz, în 1635 cedat Principatului Saxoniei. | zentriert |

1. ↑  sau a "Sileziei Luzațiană"